# روئینگ در المپیک تابستانی ۱۹۹۶
رویینگ در بازی‌های المپیک تابستانی ۱۹۹۶ نام رویداد ورزش رویینگ در بازی‌های المپیک تابستانی بود که در سال ۱۹۹۶ برگزار شد.

## جدول مدال‌ها
| رتبه | کشور                      | طلا | نقره | برنز | مجموع |
| ۱    | استرالیا (AUS)            | ۲   | ۱    | ۳    | ۶     |
| ۲    | آلمان (GER)               | ۲   | ۱    | ۱    | ۴     |
| ۳    | سوئیس (SUI)               | ۲   | ۰    | ۰    | ۲     |
| ۳    | رومانی (ROU)              | ۲   | ۰    | ۰    | ۲     |
| ۵    | کانادا (CAN)              | ۱   | ۴    | ۱    | ۶     |
| ۶    | هلند (NED)                | ۱   | ۱    | ۱    | ۳     |
| ۷    | بریتانیای کبیر (GBR)      | ۱   | ۰    | ۱    | ۲     |
| ۷    | دانمارک (DEN)             | ۱   | ۰    | ۱    | ۲     |
| ۷    | بلاروس (BLR)              | ۱   | ۰    | ۱    | ۲     |
| ۱۰   | ایتالیا (ITA)             | ۱   | ۰    | ۰    | ۱     |
| ۱۱   | ایالات متحده آمریکا (USA) | ۰   | ۳    | ۱    | ۴     |
| ۱۲   | فرانسه (FRA)              | ۰   | ۱    | ۳    | ۴     |
| ۱۳   | نروژ (NOR)                | ۰   | ۱    | ۰    | ۱     |
| ۱۳   | چین (CHN)                 | ۰   | ۱    | ۰    | ۱     |
| ۱۳   | اوکراین (UKR)             | ۰   | ۱    | ۰    | ۱     |
| ۱۶   | روسیه (RUS)               | ۰   | ۰    | ۱    | ۱     |